# Nino Burdžanadze
Nino Burdžanadze (gruzínsky: ნინო ბურჯანაძე, *16. července 1964 Kutaisi, Gruzie) je gruzínská právnička a politička, od ledna 2001 do června 2008 předsedkyně gruzínského parlamentu. Na přelomu let 2003/2004 a 2007/2008 zastávala funkci prezidenta Gruzínské republiky.

## Život
Roku 1986 ukončila studia práv na univerzitě v Tbilisi, v roce 1990 získala titul doktor práv na Lomonosovově univerzitě v Moskvě. V roce 1991 se stala expertem ministerstva ochrany životního prostředí. V letech 1992 až 1995 byla členkou parlamentního výboru pro zahraniční záležitostí. V letech 1995 a 1999 byla zvolena do parlamentu za Ševardnadzeho Gruzínskou občanskou stranu (GOS), podporovanou rovněž jejím otcem, bohatým obchodníkem Anzorem Burdžanadzem. Od 9. listopadu 2001 je předsedkyní parlamentu.
V roce 2002 GOS opustila a založila opoziční stranu Burdžanadze-Demokraté. Roku 2003 byla společně s Michailem Saakašvilim a Zurabem Žvaniou jedním z vůdců Růžové revoluce, která vedla ke svržení Eduarda Ševardnadzeho. Po revoluci a odstoupení prezidenta zastávala dočasně funkci prezidenta, poté se stala předsedkyní parlamentu. 25. listopadu 2007 po odstoupení Michaila Saakašviliho se stala opět úřadující prezidentkou do zvolení nového prezidenta v předčasných volbách roku 2008.
V květnu 2008 překvapivě odmítla vést v parlamentních volbách Národní hnutí prezidenta Saakašviliho, v čele kandidátky ji nahradil David Bakradze, který se po vyhraných volbách stal také novým předsedou gruzínského parlamentu.
Se svým manželem Badrim Bicadzem, gruzínským politikem, má dva syny.